# 磯部 (安中市)
磯部（いそべ）は、群馬県安中市の地名。磯部一丁目から磯部四丁目まである。郵便番号は379-0127。面積は2.42km2(2010年現在)。

## 地理

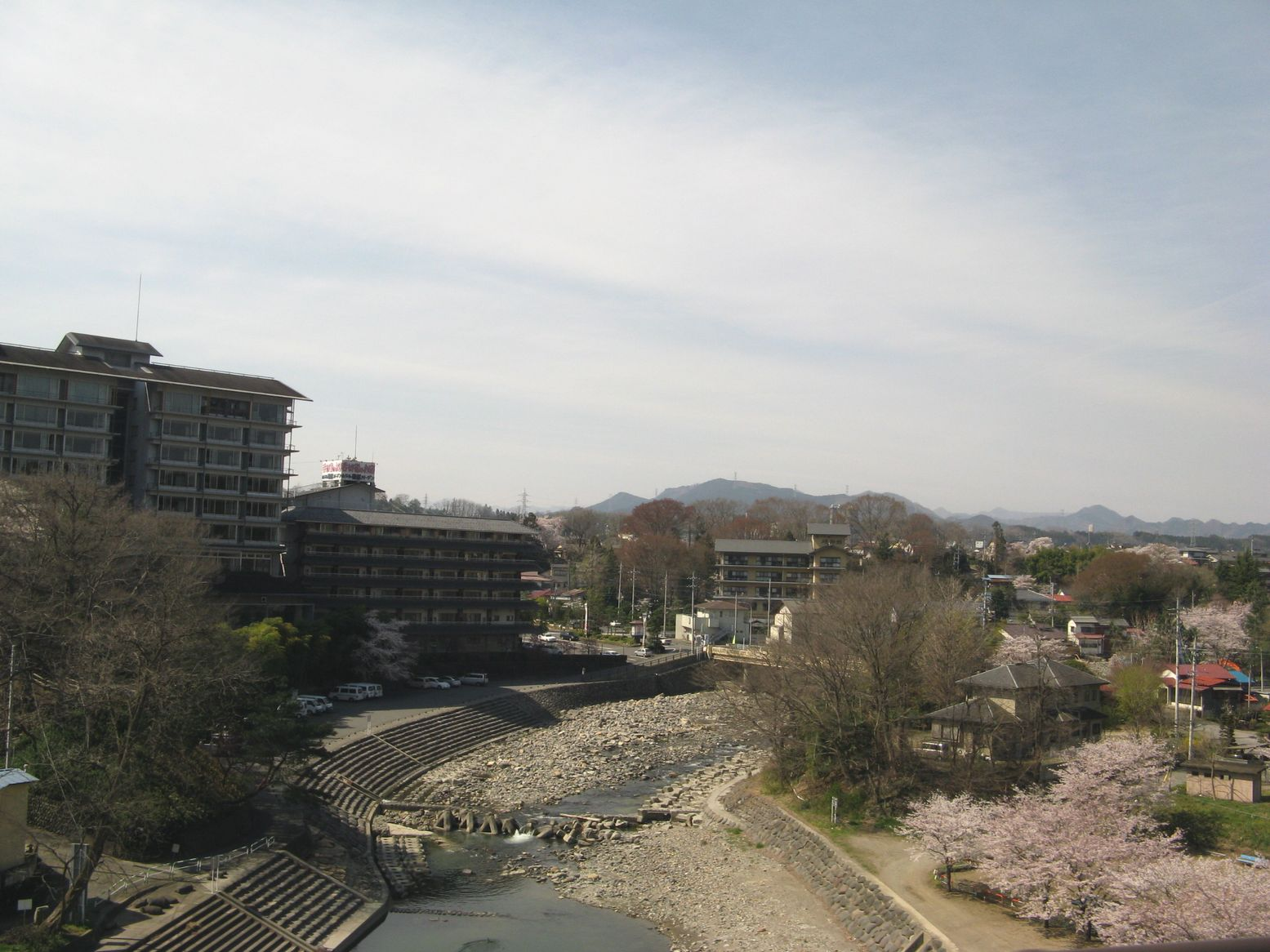
碓氷川のほとり磯部温泉（左）。対岸は安中市郷原（右）。

碓氷川右岸の段丘上に位置している。町の名前の磯部温泉の温泉街も存在している。

### 河川
- 碓氷川

## 歴史
1968年に上磯部、西上磯部、東上磯部の一部が合併して成立した地名である。

### 年表
- 1968年 上磯部、西上磯部、東上磯部の各一部が合併し磯部1-4丁目が成立する。

### 地名の由来
「磯部」という地名は、奈良時代この地域に毛野氏族の「石上部」氏という豪族がおり、その同族の磯部氏が住んでいたところに由来する。

## 世帯数と人口
2017年（平成29年）7月31日現在の世帯数と人口は以下の通りである。
| 丁目      | 世帯数    | 人口    |
| --------- | --------- | ------- |
| 磯部1丁目 | 330世帯   | 711人   |
| 磯部2丁目 | 87世帯    | 219人   |
| 磯部3丁目 | 531世帯   | 1,070人 |
| 磯部4丁目 | 351世帯   | 875人   |
| 計        | 1,299世帯 | 2,875人 |

## 教育
市立小・中学校に通う場合、学区は以下の通りとなる。
| 番地 | 小学校             | 中学校             |
| ---- | ------------------ | ------------------ |
| 全域 | 安中市立磯部小学校 | 安中市立第二中学校 |

## 交通

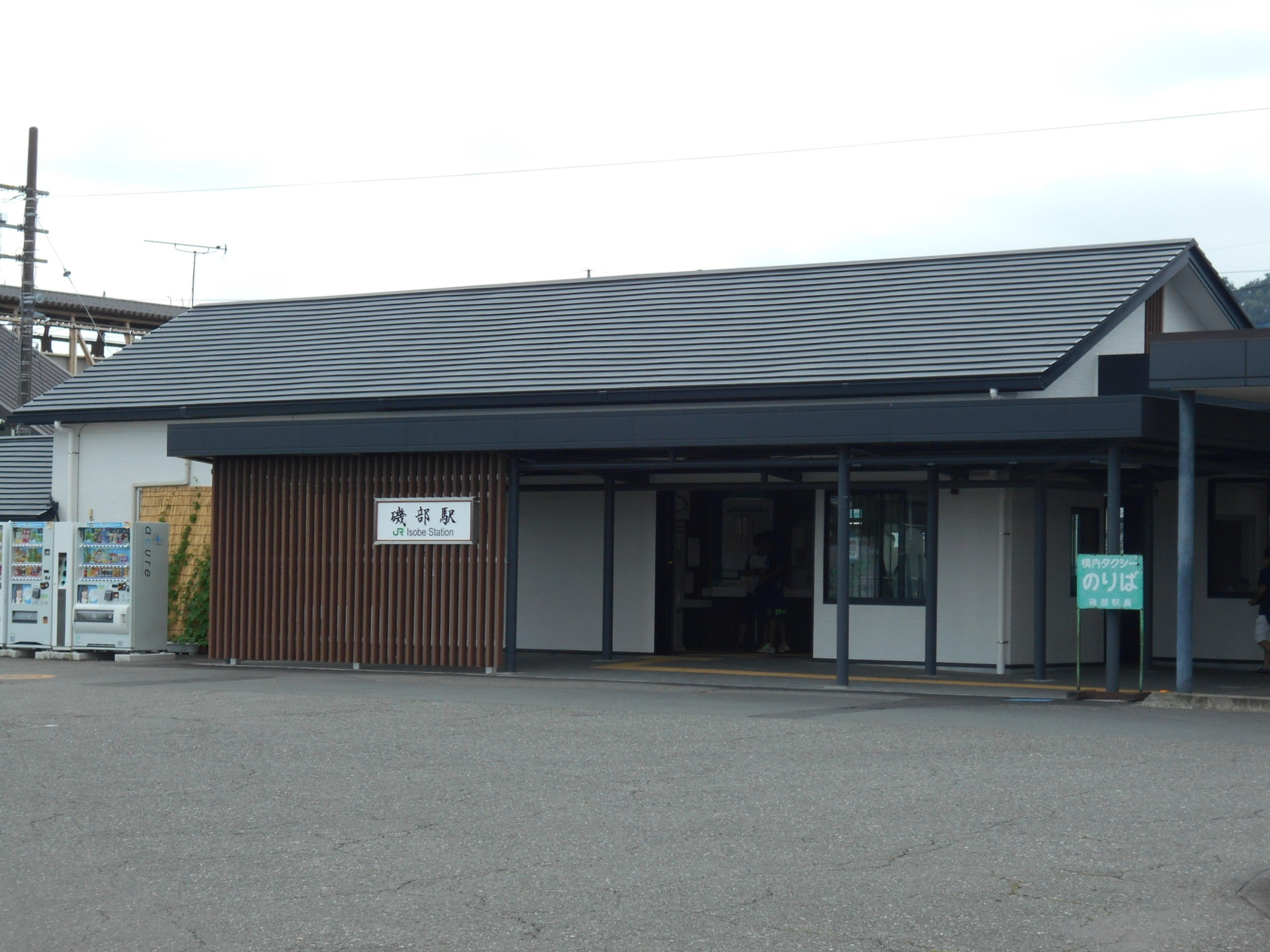
磯部駅

### 鉄道
JR東日本信越本線磯部駅がある。

### 道路
国道は通っておらず、県道は群馬県道48号下仁田安中倉渕線、群馬県道194号宇田磯部停車場線、群馬県道220号磯部停車場線が通っている。

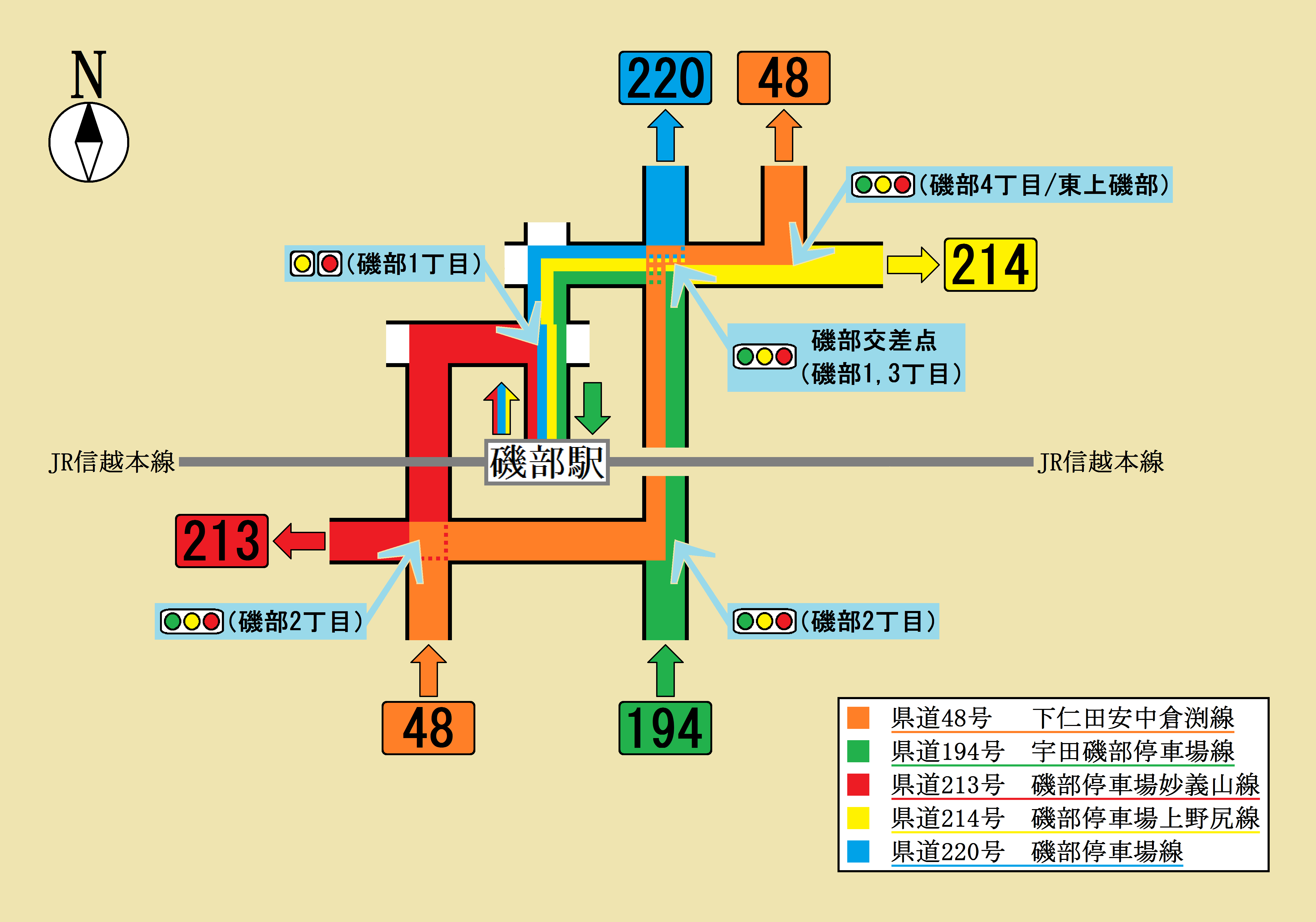
磯部駅周辺の群馬県道・概略図
（2015年9月作成）
おもに駅周辺の群馬県道を表示、矢印は各県道の「起点→終点」方向を表す。

## 施設
- 磯部郵便局
- 安中警察署磯部駐在所
- 磯部温泉 - 磯部せんべいや舌切り雀・温泉マーク発祥の地とされる

## 避難所
指定緊急避難場所
- 上磯部公会堂 (避難スペースが狭小である。)[6]
- 磯部第2区 金井自治会公会堂 (避難スペースが狭小である。)
- 磯部児童公園

指定避難所
- 磯部温泉会館[7]

対象地区:磯部1区・2区
- 磯部公民館

対象地区:磯部2区・3区
- 磯部小学校体育館

対象地区:磯部3～5区